# Van den Bulcke (familienaam)

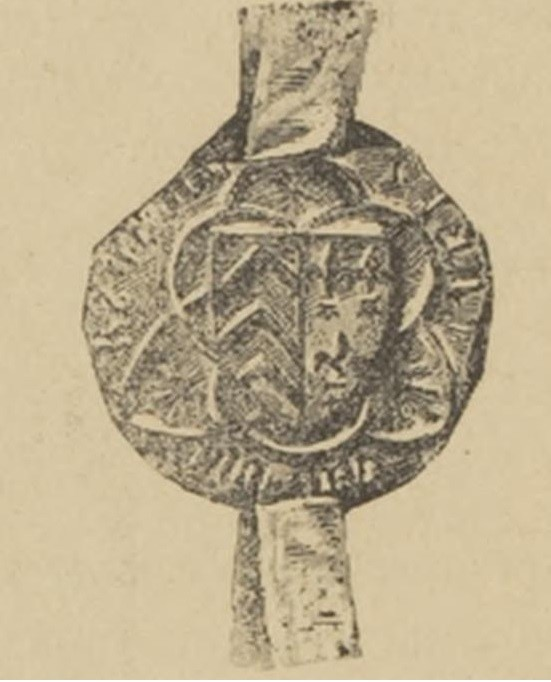
Zegel van de schepen van de Lierse bijvang voor Nijlen - Jan Van den Bulcke (1464)

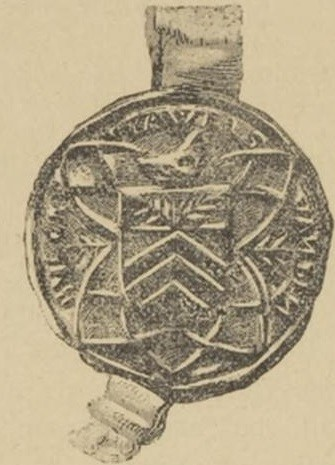
Zegel van Pauwel Van den Bulcke (1555)

Van den Bulcke en Bulckaert, hun diverse schrijfwijzen en Franse versies zijn Vlaamse familienamen die verwijzen naar de herkomst vanuit de historische heerlijkheid ten Bulcke die gelegen was op gronden van de huidige deelgemeente Rekkem van de stad Menen in de Belgische provincie West-Vlaanderen.

## Betekenis
Bulck was in de middeleeuwen het toponiem voor een hoger gelegen met water omsloten of omheind agrarisch gebied en met de tijd ook voor een agrarisch perceel met dezelfde kenmerken.

## Situering
Gezien de familienaam afgeleid is van een lokaal toponiem, zijn er vergelijkbare plaatselijke niet verwante varianten zoals Van den Bilck te Brugge en Van den Bolck te Loenhout en Zundert. Dit verhinderde niet dat er door de eeuwen heen, mits misspelling en dialectische vervorming, meerdere schrijfwijzen werden gehanteerd voor personen die wel tot de Rekkemse afstamming behoorden.

## Wapens en zegels
Voor de schrijfvariant Van den Bolcke met oorsprong in Vlaanderen is er een wapenschild beschreven met 3 kepers en 2 eikenbladeren. Het boek Armorial Général van Johannes Rietstap geeft meer details met de beschrijving: op zilver, 3 rode kepers, 2 groene eikenbladeren zijdelings boven de hoogste keper en onderaan een azuurblauwe ster. Dit wapen vertoont gelijkenissen met de ambtswapens van de schepenen van de Lierse bijvang in Nijlen en is qua beschrijving identiek aan dit van Pauwel Van den Bulcke uit 1555. 
Een kleine eeuw eerder was er al een stempel en wapen gekend voor Jan Van den Bulcke met drie kepers aan de linkerzijde. De drie kepers verwijzen waarschijnlijk naar het wapen van de stad Lier al verschijnt dit ook regelmatig in de wapens van de abdij van Tongerlo. Rechtsonder heeft het wapen van Jan de kenmerken van het wapen van de abt van de abdij van Tongerlo, Joannes Gerardi van Sichem (? - 1428) met als beschrijving: 'met drie sterren van goud, twee in het hoofd en eene in de basis middelwaarts, waarop eene gekroonde ekster insgelijks van goud'. Boven dit wapen staan nog 2 figuren, mogelijks stafkrullen als ambtsymbolen van de abt, zoals in het wapen van abt Theodoricus Van Haren (? - 1447). Een andere mogelijkheid is dat het 2 lelies zijn, ontleend aan het wapen van de familie Van Aarschot met 3 zwarte lelies. Zij waren vanaf 1107 ook de heren van een heerlijkheid tot Lyere (tot aan Lier) en gingen bij de naam heer tot Lyere.
Voor de familie Van den Bolck met oorsprong in Brabant is er een beschrijving van een gouden achtergrond met 3 azuurblauwe molenijzers.
 Dit wapen heeft geen gelijkenissen met wapens van Rekkem, Nijlen of Lier. Mogelijks hoort het bij de niet verwante familie van Jan Van Den Bolck (c. 1500) te Loenhout.

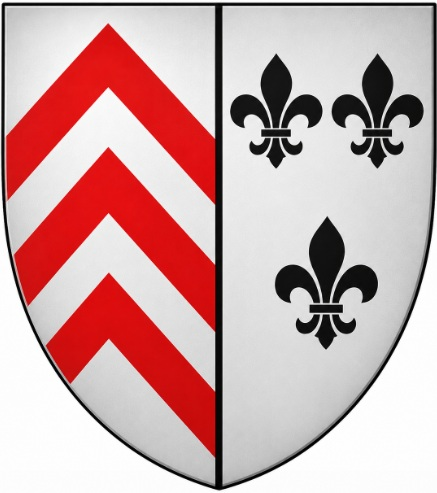
Jan Van den Bulcke (Nijlen, 1464)
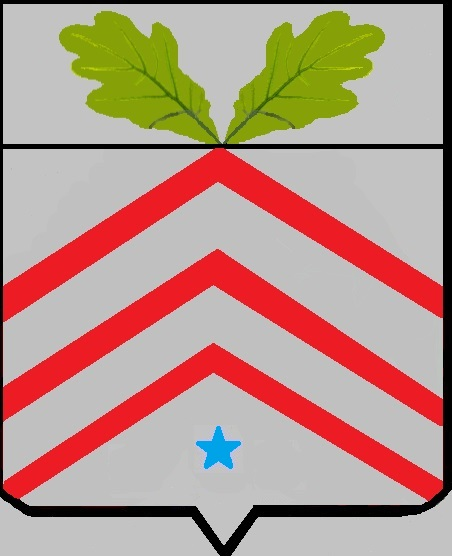
Vanaf Pauwel Van den Bulcke (Nijlen, 1555)
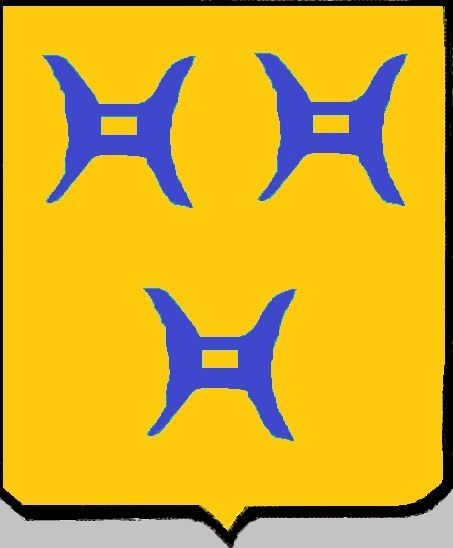
Familie Van den Bolck

## Geschiedenis
Na de splitsing van Rechem in diverse heerlijkheden, ontstond de dorpsheerlijkheid ten Bulcke als leen van burg en kasselrij Kortrijk. Het was een landelijk gebied in het hoger gelegen deel van de Rekkemse vallei met landbouwpercelen. De heerlijkheid behoorde samen met 12 andere parochies tot de Roede der Dertien Parochieën.
Tot ongeveer 1400 kwamen de verwante familienamen buiten Rekkem enkel voor in Aalbeke, Lauwe en Kortrijk. De familienaam Bulckaert komt veel minder voor dan de van-varianten en blijft voornamelijk beperkt tot de provincie West-Vlaanderen. 
Bewoners van ten Bulcke reisden rond voor handel of arbeid en verwezen naar zichzelf met voornaam en afkomst. Zo zien we in de 14de eeuw de familie van Zegher Van den Buelcke in de Gentse textielnijverheid en die van Lambert Van den Bulcke (c. 1385-1430) in het Kempische Nijlen. Lambert had minstens 2 zonen en overleed op latere leeftijd te Lier. Zijn nageslacht zou zich de eeuwen nadien verder verspreiden in de provincie Antwerpen als Van den Bulck.
In de 16de eeuw deden slechte leefomstandigheden West-Vlaamse afstammelingen noordelijk trekken. Sommigen vestigden zich eerst in Antwerpen, maar na het ontzet van Leiden en de val van Antwerpen trokken enkele textielondernemers onder hen verder naar Leiden om daar hun activiteiten te herstarten. In dezelfde eeuw werden velen door religieuze vervolging gestraft en terechtgesteld. In de stad Antwerpen werden meerdere gezinnen van de familie geëxecuteerd en in Lier eindigde begin 1590 Cathelyne van den Bulcke op de brandstapel na een veroordeling van hekserij.
Door de afsplitsing van Zeeuws-Vlaanderen van Vlaanderen en migraties zien we de familienamen ook in Nederland. Oorlogen dreven familieleden al dan niet tijdelijk naar Frankrijk en Engeland. Eind 19de en begin 20ste eeuw zochten afstammelingen hun economisch geluk in Canada en de Verenigde staten.
Rond Rekkem blijven de herkomstfamilienamen nog steeds sterk aanwezig. Net over de Franse grens in Neuville-en-Ferrain en Tourcoing herkennen we familienamen als Buelque en van den Buelque.

## België

### Rekkemse vallei - Ten Bulcke
De heerlijkheid ten Bulcke te Rekkem was een agrarischgebied met meerdere hoeves en een beperkte dorpskern met vierschaar. Naast de mogelijkheid voor landbouwers om enkele schapen voor eigen gebruik te houden, waren er te Rekkem nog minstens vijf onafhankelijke schaapkuddes tot in de 18de eeuw. De Rekkemse vallei en aangrenzende gemeenten producerden naast granen ook, al van minstens tijdens de Romeinse bezetting, wol en vlas voor de textielindustrie. Een aantal laat-middeleeuwse bewoners van de heerlijkheid zag hierin een broodwinning en werden als textielhandelaars poorters van Kortrijk en Gent. Sommigen weken uit naar nu Franse buurgemeenten als Halluin (nl:Halewijn) en Bousbecque (nl=Boesbeke) om daar textiel te produceren.. 
Joos Joostzoon Vandenbulcke werd in 1567 eigenaar van 't Ghoet te Spyckhau in Rekkem, welk met rente afbetaald was in 1576. en Pieter Van den Bulcke was eigenaar van de heerlijkheid Ter Linde (Tileull) in Halewijn van 1588 tot c. 1600
Onder de Spaanse bezetting in de 17de eeuw trokken veel Vlaamse textielondernemers naar de Nederlandse stad Leiden. De textielindustrie zou voor een deel van de Van den Bulcken een belangrijke nijverheid blijven tot het begin van de 20ste eeuw.

### Kortrijk
In 1398 registreerde men te Kortrijk de Rekkemse buitenpoorters Zeger en Jan van den Buelke. Wat later in 1409 noteerde men ook een Lammin van den Buelke en in 1426 stond Ysac Huugszoon vanden Beilke geregistreerd als Kortrijks poorter. Vermoedelijk waren er in die periode al familieleden actief in de landelijke textielproductie en -handel, zij kwamen dan regelmatig hun producten in Kortrijk aanbieden. Pas in de 16de eeuw zou de textielnijverheid zich meer in de steden zelf concentreren.
Nadat de wijk Overleie in 1577-78 werd voorzien van een gebastioneerde omwalling, kocht Pieter Thomaeszoon vandenbulcke er het huis en de lochting (moestuin) genaamd De Raeme met schuur en stallingen, gelegen achter 't Moereaenthooft. Huize de Raeme lag waarschijnlijk nabij het Rameplein, gekend voor textielactiviteiten. Een gelijknamig huis was eerder gekend als blekerij. Jan Janszoon kocht in dezelfde wijk Huize d'Orloghe gelegen op de hoek van 't Graeubroerstratkin. Op het dit huis werd in dezelfde periode een schuld geregistreerd aan de lokale brouwer Joos Braye.
Ook ander huizen waren in het bezit van naamgenoten, zoals dat van Arent Pieterszoon Vandenbulcke een huus buuter Rysselpoorte vanaf 18 juni 1571, welke hij in februari 1572 verkocht aan de buurman Roegier Wyffle om in 1580 in dezelfde buurt een nieuw huis te kopen een huis buuter Rysselpoorte in 't Weestraetken naast Lauwers Mortier. In 1577 vroeg een schuldeiser dat Jan Vandenbulcke die garrant stond dat hij twee huusen ypotequeert, ligghende in 't Weestraetken aan de gemeene weide. In 1583 kocht Pieter Janszoon Vandenbulcke een huis op Overleye in de Brugstraete en Jan Vandenbulcke kocht in 1586 een huis in de Leystraete. In dezelfde periode deed begijn Barbele Vandenbulcke ook meerdere transacties vanuit het Kortrijkse begijnhof.

### Gent

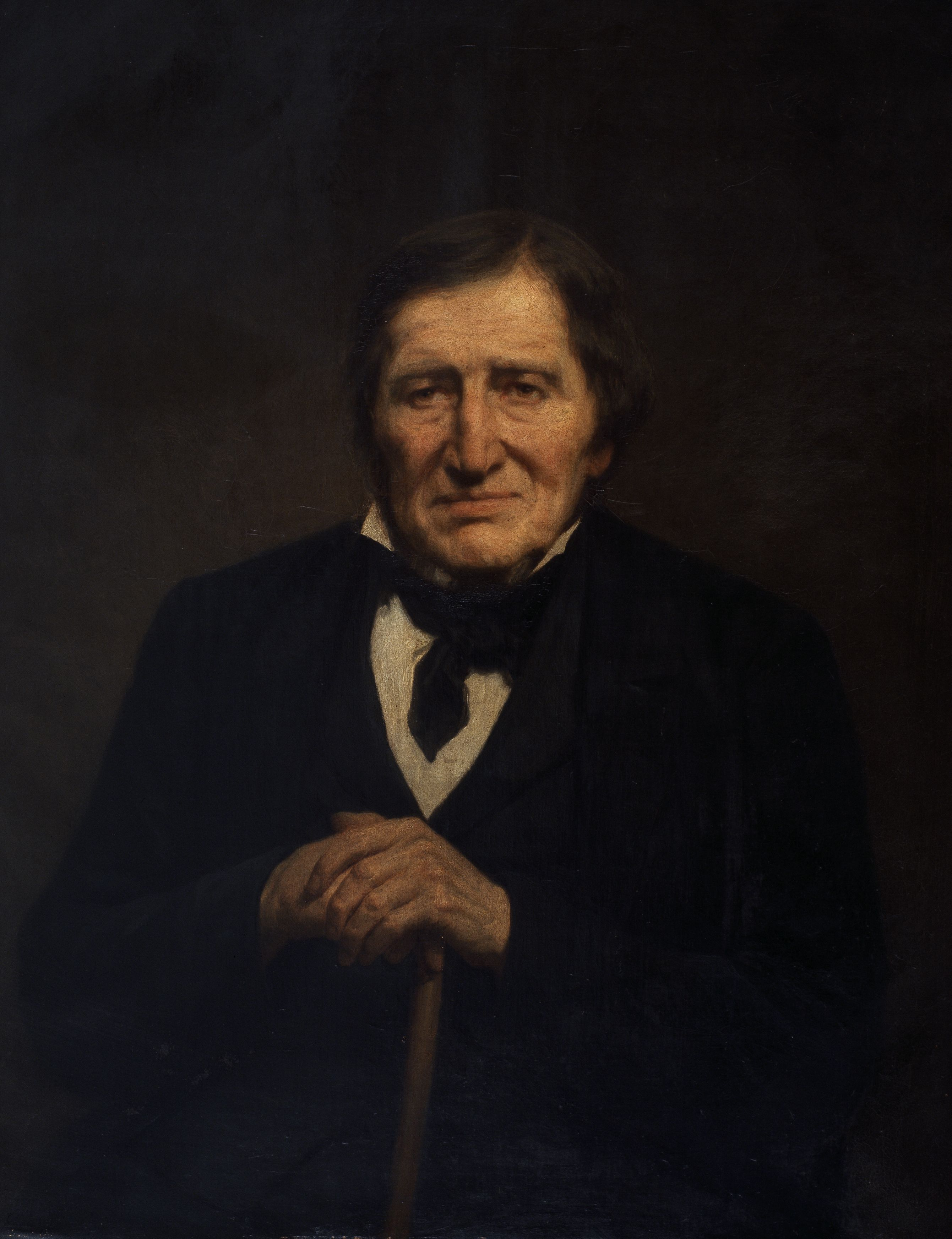
Jean Van den Bulcke (Gent, 1807 - 1899)

In de 14de eeuw wanneer het Gravensteen uitgebouwd is en Gent zo'n 64.000 inwoners telt, verschenen de eerste bronnen.
Een zoendinc uit 1375 vermeldde reeds een Zegher Van den Buelcke, in Franse teksten vermeld als Sohier Van den Bulcke, . Een akte van 29 januari 1390 registreerde hem en zijn vrouw Marie als de kopers van het voormalig huis van Jacob Van Artevelde op de Kalandenberg 7,   een wijk toen gekend voor de lakenhandel en wevers. De omgeving van de Kalandenberg was een bekende Gentse wijk waar oorspronkelijk een kalander walsmachine stond en waar ook vooraanstaande personen woonden zoals de prins van Oranje.
Ook andere Van den Buelcken als Jhan, Luuc en Clais staan in Gentse akten vernoemd. In de 15de eeuw huwde Lauwereins Van den Buelcke met Jhane Heus (Heuysse), de dochter van Jhan Heus geseit de Baermakere. Schoonvader Jhan was de deken van het Gentse ambacht in 1429-30.
De familienaam Van den Buelcke verschijnt niet in de diverse lijsten van Gentse dekens en hoofdmannen noch in overzichten van wevers.. Het lijkt dus een familietak die eerder bij de handel dan bij de productie van tapijten of laken betrokken was, al zijn er bronnen die toch aan wevers denken.
Jean Van den Bulcke (Gent, 1807-1899), rust te Sint-Amandsberg tussen de lokale beroemdheden op Campo Santo. Hij is te linken aan het oude Gentse textielbedrijf Ets Van den Bulcke J. en Cie (1838-1919) in de Désiré Fiévéstraat.  Zijn portret van de hand van Liéven De Winne is in het bezit van het Museum voor Schone Kunsten (Gent).
Begin 20ste eeuw zijn Maurice Van den Bulcke (c. 1880 - ?) en zijn echtgenote Marie Thérèse Pattyn uitbaters van bakkerij Van den Bulcke-Pattyn op de Vrijdagmarkt 12-14. Maurice wordt beschouwd als de eerste eigenaar van een privé automobiel in de stad Gent.

### Antwerpen
De eerst gekende instroom kwam uit de Antwerpse Kempen. In het oudste Antwerpse poorterboek voor de periode van 1390-1443 staan geen Van den Bulcken, maar in het boek voor 1560 staat Jan Van den Bulck, een kleermaker uit Herentals vermeld. In de latere jaren volgen nog een erg beperkt aantal Kempische naamgenoten uit Lier en omstreken.
Een andere instroom ontstond in de 16de eeuw tijdens de Spaanse bezettingen vanuit West-Vlaanderen en Frans-Vlaanderen. Dit waren voornamelijk textielondernemers en protestanten op zoek naar een veilige haven. Sommigen trokken later door naar Nederlandse steden. De protestanten die bleven, bekeerden zich of werden gedood door de Spaanse bezetter.  De haven en algemene bedrijvigheid van de stad bleef door de eeuwen heen een magneet voor nieuwe immigratie.

### Brussel

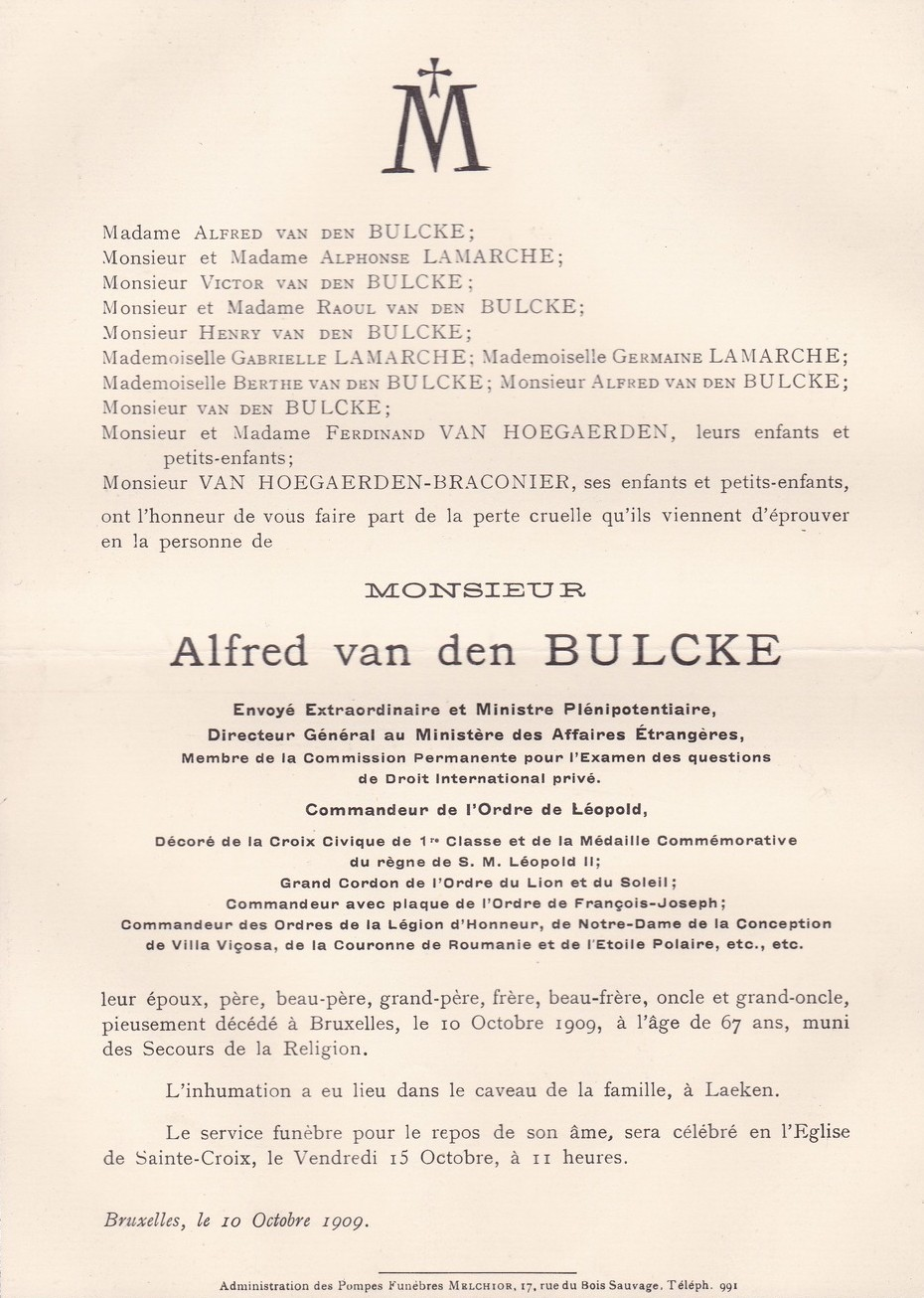

De meest gekende Brusselse naamgenoten zijn wellicht de afstammelingen van de Brugse Louis Pierre Van den Bulcke, commissaris van het arrondissement Brugge. lid van de provinciale raad van West-Vlaanderen en Ridder in de Orde van Leopold. Zijn zoon Alfred Marie Charles Louis Van den Bulcke (Kortrijk, 10 mei 1842 - Brugelette, 10 oktober 1909) huwde eerst te Brugge met Caroline Josephine Colette Packenius (1840 - 1870). Na haar vroegtijdig overlijden, hertrouwde hij met Henriette Mathilde Joseph Marie van Hoegaarden, dochter van Jean-Victor Van Hoegaerden. Alfred Van den Bulcke was onder meer buitengewoon gezant, gevolmachtigd minister en
directeur-generaal bij het Ministerie van Buitenlandse Zaken.  Zijn kleinzoon Alfred Charles Henri Raoul Marie Van den Bulcke (Brussel, 2 februari 1905 - 1968) huwde met Denise Pauline Maurisette Marguerite Louis Van Dievoet.

### Nijlen
Lambert Van den Bulcke arriveerde begin 1400 vermoedelijk vanuit de kasselrij Kortrijk in Nijlen. Het is niet geweten of hij een afstammeling was van een heer van de heerlijkheid ten Bulcke in Rekkem en daardoor al een eigen familiewapen bezat. Meer waarschijnlijk had hij ervaring met landbouw en waterloopbeheer. Er bestaat een verhaal dat hij zich in de streek zou gevestigd hebben na een reis naar Jeruzalem. Hiervan werd nog geen documentatie gevonden. Het verhaal zou ook dit van zijn naamgenoot broeder Lamberti Van den Bulcke (c.1510-1559) kunnen zijn, die op 17 november 1531 vice-abt van de Sint-Bernardusabdij in Hemiksem werd en van 1535 tot zijn overlijden in Loenhout actief was.
Kort na de aankomst in Nijlen was al zeker een wapen gekend. Twee zegels met (ambts)wapen voor enerzijds Jan Van den Bulcke (1464) en familie (1459-1522) en anderzijds voor Pauwel Van den Bulcke (1555) verschenen in 1910 in het boek Geschiedenis der gemeenten Kessel, Bevel, Nylen, Emblehem en Gestel. Nota's van de auteur J.B. Stockmans worden bewaard in het Rijksarchief te Antwerpen.
In 1626 koopt Peter Van den Bulcke, een schepen en tevens kerkmeester van Nijlen de nu verdwenen Tieboersschrans. Er was een lange generatie aan schepenen die het ambt soms ook combineerden met kerkelijke of kapittel functies. Schepenen werden in die tijd gekozen uit de adel of grondbezitters. Het was in het Hertogdom Brabant ook de gewoonte dat een schepen optrad als notaris. Vanaf 27 juni 1582 kon de Raad van Brabant zelf notarissen benoemen.

#### Overheidsambten
| Ambtsperiode           | Naam                                                     | Info |
| ---------------------- | -------------------------------------------------------- | --- |
| 1464 1469-1486         | Jan Van den Bulcke                                       | schepen van de bijvang van Lier |
| 1474                   | Willem Van den Bulcke                                    | schepen |
| 1502-1511              | Michiel Van den Bulcke                                   | op 15 april 1523 acteert meester Michiel Van den Bolcke te Herentals een erfeniszaak. |
| 1522                   | Hendric Van den Bulcke                                   | schepen |
| 1555-1574              | Pauwel Van den Bulcke                                    | schepen van de bijvang, laat van het Kapittel en St-Bernaerts. |
| 1585-1586 1606 en 1624 | Gommar Van den Bulck                                     | schepen van de bijvang |
| 1587-1603 1605-1607    | Andries Van den Bulck, 1549-1626                         | schepen van de bijvang van 1 juli 1587 tot 28 augustus 1603 en van 24 juni 1605 tot 3 augustus 1607. Van 28 juni 1609 tot 24 juni 1611 was hij Heilige Geestmeester te Kessel. Hij verkreeg op 25 juni 1605 van het Godtshuijs Nazaret een 'halff bunder lants metten gronde en toebehoirten gelegen onder de dorpe van Kessel bijvanck der voers. stadt Lijer aan de boagertsche heijde aldaer' en dit als terugbetaling van een lening om losgeld te betalen na de brandschatting van Lier door de Spanjaarden in 1582. |
| 1626                   | Peter Van den Bulcke Kessel, 12 april 1591 - 15 mei 1652 | schepen van de bijvang en kerkmeester. |
| 1642                   | Pieter Van den Bulcke                                    | schepen |
| 1655, (1664)           | Adriaan Van den Bulcke                                   | schepen en notaris, mogelijks de broer van volgende Zacharias |
| 1656 1672-1678         | Zacharias Van den Bulcke 8 juli 1628-18 juli 1710        | schepen en notaris geadmitteerd door de Raad van Brabant op 15 december 1656 |
| 1663                   | Andries Van den Bulck                                    | 28 maart 1663, meier te Kessel |
| 1685                   | Remisius Van den Bulck                                   | 28 maart 1685, vorster in buurgemeente Emblem |
| 1691                   | Jan Van den Bulck                                        | 11 april 1691, vorster in buurgemeente Emblem |
| 1694                   | Paulus Van den Bulck                                     | 13 december 1694, vorster in buurgemeente Emblem |
| 1721-1724              | Peeter Van den Bulcke 19 april 1660 - 10 februari 1725   | schepen, vermoedelijk Petrus Van den Bulcke, zoon van Zacharias |
| 1742                   | Jan Van den Bulcke                                       | schepen |

### Rupelstreek
De van Bulck familienaam vinden we terug in de Rupelstreek met een sterke concentratie in en rond Boom en Rumst. Deze familietak met afwijkende schrijfwijze, waarvan afstammelingen schilder Albert Van Bulck en voormalig burgemeester Marcel Van Bulck, behoort volledig tot de stamboom met origine op ten Bulcke te Rekkem.. Als stamvader van deze tak wordt Joannes Van Den Bulck (1485 - 1570) beschouwd. Hij was de zoon van Willem Van den Bulck (Kortrijk, 1449 - Nijlen (In den Hoeck), na 1480).

## Nederland

### Limburg
Een oorkonde uit 1403 van ridder Willem, heer te Bruychusen in het Land van Kessel, vermeldt een Johan van den Bulck als medezegelaar. 
 De familienaam in het Graafschap Gelre is wellicht afkomstig van een Vlaamse familie die rond 1033 samen met Gerard I Flamens (Gerard De Vlaming) uit Vlaanderen migreerde, nadat Boudewijn IV het markgraafschap Ename had veroverd.

### Noord-Holland

#### Amsterdam
Na de Vlaamse beeldenstorm met 3 emmigratiegolven, zien we in 16de eeuw ook in de stad Amsterdam de eerste naamgenoten. Zo is  er Guillem van den Bulcke, eerder gehuwd met Catalijntje Ringelberchs, die op 29 juni 1591 in ondertrouw ging met Lijsbet de Pre en in maart 1645 huwde Pieter Van den Bulcke, een uit Bosbeeck (FR) bij Menen uitgeweken koopman uit Leiden, er een Anna Gerrits.

### Zeeland
Doordat Zeeuws-Vlaanderen, het zuidelijkste deel van Zeeland, historisch tot het Graafschap Vlaanderen behoorde, zijn hier ook naamgenoten te vinden. Dit in beperkte mate in Sluis maar meer in Terneuzen en Hulst.

### Zuid-Holland

#### Leiden

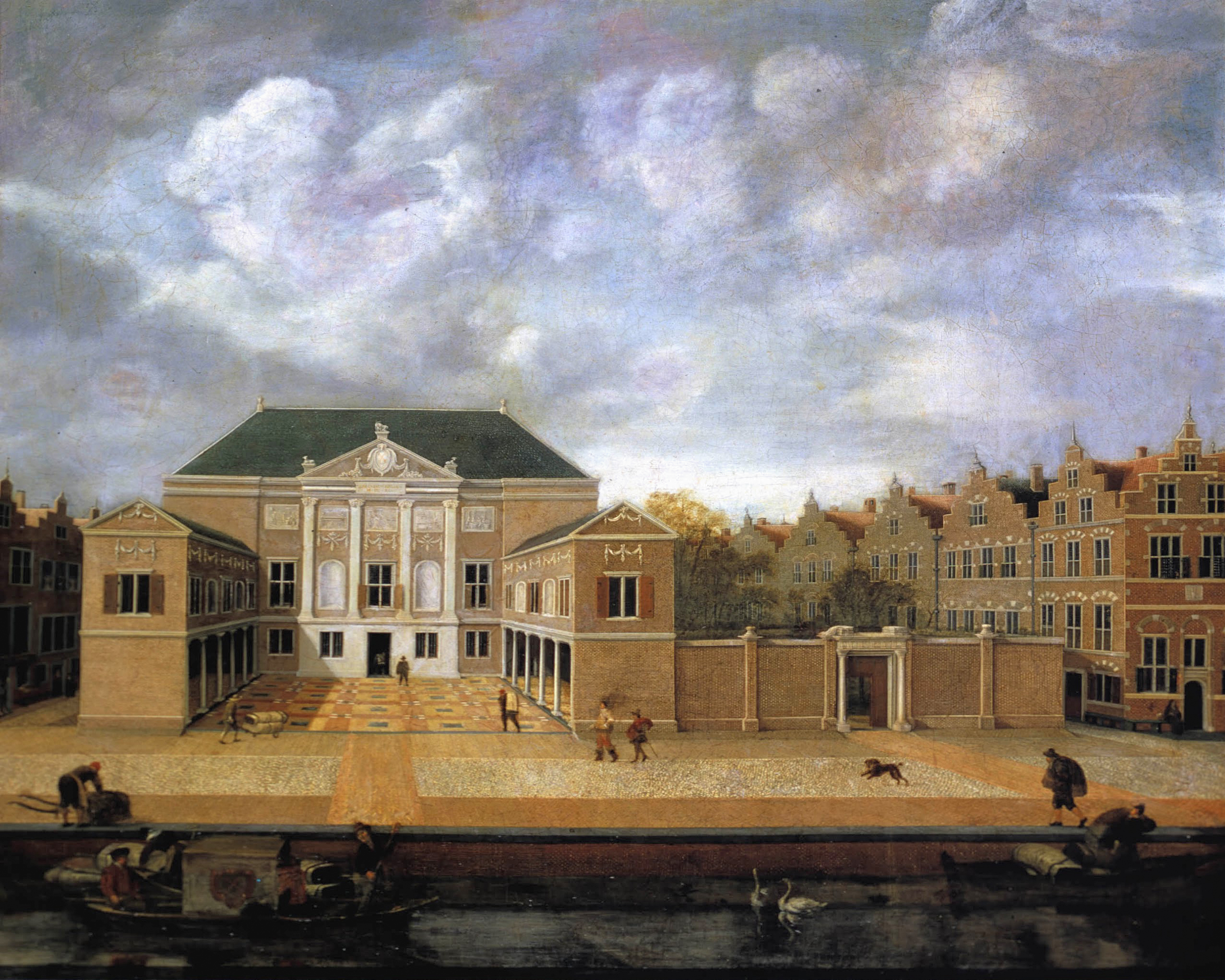
De Leidse Laecken-Halle van 1641 met aanvoer van laken per boot

Tussen 1590 en 1608, niet lang na de beeldenstorm in Vlaanderen, vermelden akten van de stad Leiden een dekendrapier Joost Van den Bulcke en zijn broer Passchier Van den Bulcke als poorters. Beide betalen er schoorsteengeld. Joost bezat een hoekpand op de Vollersgracht gelegen op de huidige nrs. 39-43 en Passchier woonde op de Janvossensteeg 50. Voor de broers werd als afkomstplaats Halewijn genoteerd. Hier was een duidelijke link met de streek rond het West-Vlaamse Rekkem en textielactiviteiten van lakenhandel en volders.
Naast de lokale vermelding van een Jacob Van den Bulcke verschijnt ook fusteindrapier Pieter Van den Bulcke uit Boesbeke als poorter vanaf 18 juli 1594. Een Amsterdamse akt van maart 1645 vermeldt Pieter Van den Bulck, een koopman uit Leiden, die daar huwde met een Anna Gerrits. In 1683 is er de verkoop van een huis aan de westzijde van de Hooigracht door onder meer een Pieter Van den Bulcke.
Vanaf 1670 loopt de stad Leiden weer leeg en zijn er ook geen vermeldingen meer van Van den Bulcken. Mogelijks zochten zij een nieuwe toekomst in een opkomende textielstad zoals Verviers of keerden zij terug naar hun moederstreek.

#### Rotterdam en Lansingerland
In en rond Rotterdam met de sterkste concentraties in Lansingerland, Pijnacker-Nootdorp en Zoetermeer, vindt men de Van den Bulk-variant. Deze familietak is te linken aan de Vlaamse schipper Guilliam Franciscus van (Den) Bulk (Boom, 17 apr 1723 - Vlaardingen, 20 mrt 1811) die in de 18de eeuw in Vlaardingen belandde en nadien met nazaten in Berkel en Rodenrijs de familienaam verspreidde. Deze tak sluit aan bij de oudst gekende voorouders uit de streek van Rekkem. Lokale bekenden zijn de kunstenaar Theo van den Bulck en voetbalster Sheila van den Bulk.

## Verenigde Staten

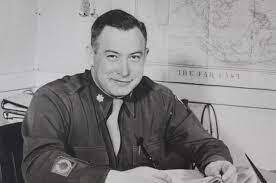
Charles Vanden Bulck in het Manhattanproject hoofdkwartier

Op 1 januari 1880 arriveerden V. Van den Bulcke (Duitsland, 1850-?) en Adelaïde Lievens (Duitsland, 1849 - ?) met de Belgenland in New-York.
Op 4 april 1905 kwamen Benoni en Mathilde Van den Bulck per boot vanuit Antwerpen aan in New York. Zij werden bij hun aankomst door de authoriteiten als US Citizen en wever geregistreerd met een adres in Paterson (New Jersey). De waterval The Great Falls of the Passaic River in Paterson, werd tot in 1914 gebruikt om watermolens aan te drijven, die ingezet werden voor de lokale textielindustrie. 
In mei 1913 vertrok Antwerpenaar Frans Van den Bulck naar de VS om er werk te zoeken en de komst van zijn echtgenote, dochter en zoon voor te bereiden. Hij vond een verblijfplaats in Hoboken (NJ) en werkte als havenarbeider. In oktober van hetzelfde jaar kwam zijn gezin over. Zoon Carolus volgde school tot zijn 18de en vervulde dan zijn legerdienst bij de marine. Na zijn legerdienst volgde hij een correspondentiecursus boekhouding en administratie. Dit bezorgde hem, na een paar korte werkervaringen, een functie bij het US Army Corps of Engineers (USACE) op Manhattan. Op 1 september 1943 vervoegde Charles Vanden Bulck als gecommissioneerd militair officier, in de functie van administratief directeur, het Manhattanproject in Oak-Ridge (Tennessee).

## Historische personen en gebeurtenissen
- 1364 - Zegher van den Beilke, baljuw van heerlijkheid ten Dale te Rekkem.[53]
- 1370 - Goesein Beulkaert en Zeger Van den Beulke treden op als getuigen voor een Jan Beulkaert.[53]
- 1375 - 1390 - 1402 Zegher Van den Buelke: diverse Gentse akten verwijzen naar hem voor verzoeningen en eigendommen op de Kalandenberg (Calandberch).[54] Zowel de locatie als een zoendinc uit 1375 wijzen erop dat Zegher actief was in de lakenhandel of weverij.[55]
- 1375 Jhan vanden Buelc was een wever of een koopman van lijnwaad te Gent. [55]
- Lambert Van den Bulcke (circa 1385 - Lier, 1430)[56], de oudst gekende voorvader in de ononderbroken stamboom. Hij migreerde naar het Kempische Nijlen en ligt aan de basis van de familietak in de provincie Antwerpen die nadien als Van den Bulck verder ontwikkelde. De eerste generaties hielden nog contact met de streek rond Kortrijk en Harelbeke.
- 1398 - Zeger en Jan van den Buelke uit Rekkem staan geregistreerde als buitenpoorters van de stad Kortrijk.[53]
- 1404 - Regest te Gent: veroordeling tot een betaling door Lijsbette, de weduwe van Clais van den Buelke. [57]
- 1409 - Lammin van den Buelke, te Kortrijk.[58]
- 1426 - Ysac vanden Beilke, Kortrijks poorter en zoon van Huugs. [59]
- 1464 - Jan Van den Bulcke, schepen van de bijvang van Lier voor Nijlen en Kessel.[60]
- 1486 - Willem Van den Bulck, de eerst gekende Lierse poorter met de naam zonder "e" en mogelijks de kleinzoon van Lambert.[60]
- Cathelyne van den Bulcke (Nijlen, circa 1542 – Lier, 1590), slachtoffer van de heksenjacht in de streek van Nijlen en Lier.
- 1552 - Jan Laureyssoone Vanden Bulcke, smit in Pamele bij Oudenaarde en baljuw van de heerlijkheden Asper en Zingem
- 1567 - Joos Van den Bulcke koopt 't Ghoet te Spyckhau (Spekhuis?) in Rekkem[17]
- 1588 - Pierre/Pieter Van den Bulcke is eigenaar van Ter Linde (Tileull) in Halewijn tot c. 1600
- 1636 - op 7 juni kocht Peter Van den Bulcke, schepen en kerkmeester van Nijlen de Tieboersschrans.
- 1644 - Antoon van den Bulcke, eerste schepen (burgemeester) van Rekkem van 1644 tot 1664.[53]
- 1703 - Jacques Bulckaert, burgemeester van Rekkem vanaf 1703.[53]
- 1710 tot 1719 - Pieter Van den Bulcke, burgemeester van Geluwe.[61]
- 1759 - Joannes (Jan) Franciscus Van den Bulck (1741) uit het Lierse zou 4 jaar in de leer gaan bij de lettergieterije van de drukkerije Plantin te Antwerpen. De lettergieterij sloot al na enkele maanden en Jan werd vervroegd uitbetaald.[62]
- 1798 - Jan Vandenbulcke eerste burgemeester van Ingelmunster in de periode 1798 - 1812.
- 1800 - Jean-Baptiste Vandebeulque (17 juni 1754-1839) was burgemeester van Halluin van 17 juni 1800 tot 26 april 1805.[63]
- 1814 - op 25 juli, na 7 jaar en 8 maanden dienst in het leger van Napoleon Bonaparte, kwam Joannes Van den Bulck vanuit het Zuid-Franse Montauban terug thuis te Kessel.[64]
- 1914-1918 De Beknopte kroniek van Hubert Van de Weerd uit Elen vermeldt een gravin Van den Bulcke met een gids uit Brussel, die tijdens de Eerste Wereldoorlog de grens met Nederland probeerde over te steken om haar daar geïnterneerde echtgenoot op te zoeken.[65]
- 1921 - Bij de vlasfabriek van de gebroeders Van den Bulcke, op de toenmalige hoek van de Bissegemstraat en de Kortrijkstraat te Gullegem nabij Kortrijk, werkten zo'n 50 arbeiders. Op donderdag 13 oktober 1921, tijdens het opgieten van nieuw water op de stoomketel ontplofte deze.  Er vielen meerdere doden en gewonden door de ontploffing, de stoom en de brokstukken van het ingestort dak en muur.[66]
- 1944 - Op 10 april laten Canadese bommenwerpers 1.662 bommen vallen op en rond het Gentse treinstation Merelbeke ten noorden van Merelbeke. Onder de 428 burgerslachtoffers is het driegeslacht Frans, Alfons en Willy Van den Bulcke.[67]
- Charles Vanden Bulck (Antwerpen, 1904 – Stamford (CT), 1962), Belgisch-Amerikaans militair officier, administratief directeur van het Manhattanproject en speciaal assistent van de algemeen directeur van het United States Atomic Energy Commission.
- Charles Franz VandenBulck (Hoboken (NJ), 1934 - Savannah (GA), 2023), Amerikaans Atlas en Titan raketingenieur bij de NASA[68] en zelfstandig ingenieur.[69]
- Apotheker Marie-Louise Vanden Bulcke (Roeselare, 5 aug. 1926 - Hooglede-Gits, 13 dec. 2010) [70], liefhebster van tuinen en naamgeefster van het fonds Louise Vanden Bulcke [71] ter behoud en restauratie van historische tuinen en parken in Vlaanderen
- Paul Van den Bulck (Bukavu, Congo 1965), advocaat en eerste gekleurde en onafhankelijke voorzitter van de Belgische voetbalbond.[72]

## Bekende personen
- Alex Vandenbulcke (2001), Belgisch wielrenner
- Alfred Van den Bulcke (1842-1909), Belgisch diplomaat en commandeur in de Leopoldsorde
- Bert Van Bulck (1915-1988), Vlaams kunstschilder, kunstleraar en filmregisseur
- Henry Van den Bulcke (1889–1947), Belgisch ijshockeyer en sportbestuurder
- Guy Van den Bulcke (1931), Belgisch kunstschilder en graficus
- Jan Van Bulck (1908-1972), Belgisch senator, syndicalist en politicus voor CVP.
- Luc Vandenbulcke (1971), CEO van de Belgische DEME groep
- Marcel Vandenbulcke (1879-1954), Belgisch volksvertegenwoordiger en senator
- Michiel Bulckaert (1895-1968), Belgisch advocaat en gedeputeerde van West-Vlaanderen
- René Van den Bulcke (1913-1987), Luxemburgs politicus
- Sheila van den Bulk (1989), Nederlandse voetbalster

## Monumenten
- Sint-Lambertuskerk (Kessel)
  - Zerkvloersteen in de kerk voor Andreas "Andries" Van den Bulck (Kessel, 22 februari 1701 - 19 november 1773)
- Wereldoorlog I
  - de Belgische militaire begraafplaats van Oeren te Alveringem.
    - Corneel Van den Bulck (Antwerpen, 26 oktober 1891-2 november 1917), soldaat 8° Artillerie, graf 344
    - Jozef Van den Bulck (Antwerpen, 20 februari 1891-8 november 1917), korporaal 17° Linie, graf 361
    - René Camille (Renaat) Van den Bulcke (Gothem, 20 mei 1894-13 januari 1918), soldaat 5° regiment Jagers te Voet.[73]

  - Sint-Alfonsus Kerk in het Franse Halluin
    - Drie militaire Van den Bulcken gesneuveld in 1915 op diverse locaties, worden vermeld op de grote herdenkingsteen tegen de muur.[74]
- Wereldoorlog II - het Manhattanproject in Oak Ridge (Tennessee), Verenigde Staten
  - Charles Vanden Bulck Bridge, de brug op de Tennessee State Route 95 over de Clinch rivier in Loudon County, Tennessee.
- Hangarbrand Antwerpse kaai 243 (1978)
  - Frank Van den Bulck op de gedenkplaat brandweerkazerne Paleisstraat, Antwerpen-Zuid en zerk op het erepark van de begraafplaats Schoonselhof.